# تستینی
تستینی (به چکی: Cetyně) یک منطقهٔ مسکونی در جمهوری چک است که در ناحیه پریبرام واقع شده‌است.